# Hieracium glaucopsis
Hieracium glaucopsis es una especie de planta con flor del género Hieracium, de la familia Asteraceae, orden Asterales.

## Taxonomía
Fue descrita científicamente por Gren. & Godron.
Tratamiento taxonómico
La especie aparece registrada y publicada en Fl. France Corse.